# Сан-Марино (Калифорния)
Сан-Марино (San Marino) — богатый пригород Пасадины в округе Лос-Анджелес, Калифорния. Население — 13 147 человек (2010).
У истоков поселения стоял железнодорожный магнат Генри Хантингтон (1850—1927). Его дядя руководил строительством Центральной Тихоокеанской железной дороги (одно из звеньев первой трансконтинентальной железной дороги). Хантингтон-младший выкупил в 1903 г. ранчо Сан-Марино со старинной испанской мельницей (1812 год, старейшее здание в окрестностях) и принялся обустраивать собственное имение, наполненное произведениями искусства. В 1913 году посёлок Сан-Марино получил права города.
Главная достопримечательность Сан-Марино — библиотека Хантингтона на территории его имения, которое славится пышными садами. В парке Лэси установлен памятник местному жителю, генералу Паттону.